# Sintula
Sintula és un gènere d'aranyes araneomorfes de la subfamília dels erigonins, dins de la família Linyphiidae. Es poden trobar a la zona paleàrtica: Europa, Rússia, Marroc, Algèria, i Tunísia:
Fou descrit per primera vegada per Eugène Louis Simon  l'any 1884.

## Llista d'espècies
Segons The World Spider Catalog 12.0:
- Sintula affinioides Kolosváry, 1934
- Sintula corniger (Blackwall, 1856) (Espècie tipus)
- Sintula cretaensis Wunderlich, 1995
- Sintula criodes (Thorell, 1875)
- Sintula cristatus Wunderlich, 1995
- Sintula diceros Simon, 1926
- Sintula furcifer (Simon, 1911)
- Sintula ibèrica Bosmans, 2010
- Sintula orientalis Bosmans, 1991
- Sintula oseticus Tanasevitch, 1990
- Sintula pecten Wunderlich, 2011
- Sintula penicilliger (Simon, 1884)
- Sintula pseudocorniger Bosmans, 1991
- Sintula retroversus (O. Pickard-Cambridge, 1875)
- Sintula roeweri Kratochvíl, 1935
- Sintula spiniger (Balogh, 1935)
- Sintula subterminalis Bosmans, 1991